# Irish Professional Championship 1988
Die Irish Professional Championship 1988 war ein professionelles Snookerturnier ohne Einfluss auf die Weltrangliste im Rahmen der Saison 1987/88 zur Ermittlung des nord- bzw. irischen Profimeisters. Das Turnier wurde vom 8. bis zum 10. Februar 1988 im Antrim Forum in der nordirischen Stadt Antrim ausgetragen. Nach drei Turniersiegen in Folge verlor Titelverteidiger Dennis Taylor im Finale seinen Titel durch ein 4:9 an Jack McLaughlin. Taylor spielte im Gegensatz dazu mit einem 131er-Break das höchste Break des Turnieres.

## Preisgeld
Zum ersten Mal seit 1981 hatte das Turnier keinen Sponsor, wodurch sich das Preisgeld um etwa zwei Fünftel auf 14.000 £ verkleinerte, einschließlich eines Preises für das höchste Break des Turnieres.
|                 | Preisgeld |
| --------------- | --------- |
| Sieger          | 5.000 £   |
| Finalist        | 2.750 £   |
| Halbfinalist    | 1.250 £   |
| Viertelfinalist | 625 £     |
| Erste Runde     | 150 £     |
| Höchstes Break  | 350 £     |
| Insgesamt       | 14.000 £  |

## Turnierverlauf
Wie auch schon in den Vorjahren nahmen insgesamt vierzehn Spieler am Turnier teil, von denen zwölf – mit Ausnahme der für das Viertelfinale gesetzten Ex-Weltmeister Dennis Taylor und Alex Higgins – in der ersten Runde ihr erstes Spiel bestritten. Während die Erstrundenpartien über maximal neun Frames gingen, wurden Viertel- und Halbfinale im Modus Best of 11 Frames gespielt. Der Sieger des Turnieres wurde schließlich im Modus Best of 17 Frames bestimmt.

|  | Achtelfinale Best of 9 Frames | Achtelfinale Best of 9 Frames |  |  | Viertelfinale Best of 11 Frames | Viertelfinale Best of 11 Frames |   |                 | Halbfinale Best of 11 Frames | Halbfinale Best of 11 Frames |  |  | Finale Best of 19 Frames | Finale Best of 19 Frames |
|  |                               |                               |  |  |                                 |                                 |   |                 |                              |                              |  |  |                          |                          |
|  | Jack McLaughlin               | 5                             |  |  |                                 |                                 |   |                 |                              |                              |  |  |                          |                          |
|  | Pascal Burke                  | 3                             |  |  | Jack McLaughlin                 | 6                               |   |                 |                              |                              |  |  |                          |                          |
|  | Paul Watchorn                 | 5                             |  |  | Paul Watchorn                   | 5                               |   |                 |                              |                              |  |  |                          |                          |
|  | Eugene Hughes                 | 2                             |  |  |                                 |                                 |   | Jack McLaughlin | 6                            |                              |  |  |                          |                          |
|  | Joe O’Boye                    | 5                             |  |  |                                 | Joe O’Boye                      | 4 |                 |                              |                              |  |  |                          |                          |
|  | Dessie Sheehan                | 0                             |  |  | Joe O’Boye                      | 6                               |   |                 |                              |                              |  |  |                          |                          |
|  |                               |                               |  |  | Alex Higgins                    | 4                               |   |                 |                              |                              |  |  |                          |                          |
|  |                               |                               |  |  |                                 |                                 |   |                 | Jack McLaughlin              | 9                            |  |  |                          |                          |
|  |                               |                               |  |  |                                 | Dennis Taylor                   | 4 |                 |                              |                              |  |  |                          |                          |
|  |                               |                               |  |  | Dennis Taylor                   | 6                               |   |                 |                              |                              |  |  |                          |                          |
|  | Tony Kearney                  | 5                             |  |  | Tony Kearney                    | 3                               |   |                 |                              |                              |  |  |                          |                          |
|  | Patsy Fagan                   | 3                             |  |  |                                 |                                 |   | Dennis Taylor   | 6                            |                              |  |  |                          |                          |
|  | Paddy Browne                  | 5                             |  |  |                                 | Paddy Browne                    | 5 |                 |                              |                              |  |  |                          |                          |
|  | Jackie Rea                    | 0                             |  |  | Paddy Browne                    | 6                               |   |                 |                              |                              |  |  |                          |                          |
|  | Tommy Murphy                  | 5                             |  |  | Tommy Murphy                    | 5                               |   |                 |                              |                              |  |  |                          |                          |
|  | Billy Kelly                   | 1                             |  |  |                                 |                                 |   |                 |                              |                              |  |  |                          |                          |

### Finale
In einem rein nordirischen Finale traf Jack McLaughlin, der mit einem Sieg im Decider sowie zwei weiteren Siegen sein erstes Profifinale erreicht hatte, auf Titelverteidiger Dennis Taylor, der als sechsfacher Titelträger für das Viertelfinale gesetzt war und es zum achten Mal in Folge ins Finale geschafft hatte.
Zwar ging der erste Frame an Taylor, doch sein Gegner ging erst mit 3:1 und dann mit 4:2 in Führung. Nachdem Taylor auf 4:3 verkürzt hatte, baute McLaughlin seine Führung auf 7:3 aus, bevor Taylor durch ein 63er-Break auf 7:4 verkürzen konnte. Doch McLaughlin gewann die nächsten beiden Frames zum Match- und Turniergewinn.
| Finale: Best of 17 Frames Antrim Forum, Antrim, Nordirland, 10. Februar 1988                            |                |               |
| Jack McLaughlin                                                                                         | 9:4            | Dennis Taylor |
| 52:64, 67:43, 87:38 (71), 69:15, 26:67, 110:15 (71), 17:85, 71:61, 68:20, 72:20, 6:82 (62), 69:29, 77:0 |                |               |
| 71 | Höchstes Break | 62            |
| – | Century-Breaks | –             |
| 2 | 50+-Breaks     | 1             |

## Century Breaks
Während des Turnieres spielten vier Spieler insgesamt fünf Century Breaks.
| Dennis Taylor   | 131 |
| Jack McLaughlin |     |

| Tommy Murphy | 107, 102 |
| Paddy Browne | 102      |